# 와카사노촌
와카사노촌(若狭野村)은 효고현 남서부, 아코군에 존재했던 촌이다. 1954년에 아이오이시에 편입되었기 때문에 소멸하였다.
구촌의 아이오이시 서부에 위치했다.